# بلدة باث (مقاطعة ألين)
بلدة باث هي واحدة من اثنتي عشرة بلدة في مقاطعة ألين، أوهايو، الولايات المتحدة. وجد تعداد عام 2010 أن هناك 9725 شخصًا يعيش في الأجزاء غير المدمجة من البلدة، خارج مدينة ليما.

## الاسم والتاريخ
كانت بلدة باث أول مستوطنة دائمة ضمن حدود مقاطعة ألين الحالية. كان المستوطنون الأوائل في البلدة كريستوفر إس وود وعائلته، الذين استقروا في القسم 7 من بلدة باث في عام 1824.

## روابط خارجية
- موقع مقاطعة ألين